# Saison 1946-1947 de la LIH
Saison précédente Saison suivante
La saison 1946-1947 est la deuxième saison de la ligue internationale de hockey.
Les Spitfires de Windsor remportent la Coupe Turner en battant le Bright's Goodyears de Détroit en série éliminatoire.

## Saison régulière
Une équipe s'ajoute à la ligue en début de saison : les Metal Mouldings de Détroit. Les Gotfredsons de Windsor quant à eux deviennent les « Staffords de Windsor ».

### Classement de la saison régulière
| Clt   | Équipe                        | PJ | V  | D  | N | BP  | BC  | Pts |
| ----- | ----------------------------- | -- | -- | -- | - | --- | --- | --- |
| +001, | Staffords de Windsor          | 28 | 17 | 8  | 3 | 167 | 138 | 37  |
| +002, | Bright's Goodyears de Détroit | 28 | 13 | 9  | 6 | 154 | 128 | 36  |
| +003, | Spitfires de Windsor          | 28 | 14 | 10 | 4 | 162 | 141 | 32  |
| +004, | Metal Mouldings de Détroit    | 28 | 9  | 13 | 6 | 89  | 122 | 24  |
| +005, | Auto Club de Détroit          | 28 | 7  | 20 | 1 | 113 | 156 | 15  |

- Champion de la saison régulière
- Qualifié pour les séries éliminatoires

### Meilleurs pointeurs
| Joueur         | Équipe                        | PJ | B  | A  | Pts | Pun |
| -------------- | ----------------------------- | -- | -- | -- | --- | --- |
| Harry Marchand | Spitfires de Windsor          | 27 | 32 | 30 | 62  | 18  |
| Gordon Haidy   | Spitfires de Windsor          | 26 | 31 | 25 | 56  | 36  |
| Lyle Dowell    | Bright's Goodyears de Détroit | 26 | 24 | 27 | 51  | 14  |
| Herb Jones     | Auto Club de Détroit          | 27 | 28 | 22 | 50  | 0   |
| Ray Adam       | Staffords de Windsor          | 24 | 24 | 25 | 49  | 76  |
| Keith Crossman | Bright's Goodyears de Détroit | 28 | 22 | 25 | 47  | 6   |
| Bob McDonald   | Auto Club de Détroit          | 27 | 21 | 26 | 47  | 38  |
| Len Loree      | Staffords de Windsor          | 17 | 26 | 20 | 46  | 4   |
| Paul Sironen   | Staffords de Windsor          | 28 | 23 | 23 | 46  | 6   |
| Elvon Kavanagh | Spitfires de Windsor          | 27 | 17 | 24 | 41  | 8   |

## Séries éliminatoires

### Demi-finales
La première demi-finale oppose les Staffords de Windsor ayant terminé au premier rang lors de la saison régulière et les Bright's Goodyears de Détroit qui de leur côté ont terminé à la deuxième place. Pour remporter la demi-finale, les équipes doivent obtenir deux victoires.
| Date    | Équipe à domicile             | Score   | Équipe visiteuse              |
| ------- | ----------------------------- | ------- | ----------------------------- |
| 14 mars | Staffords de Windsor          | 4-5     | Bright's Goodyears de Détroit |
| 17 mars | Bright's Goodyears de Détroit | 6-5 (P) | Staffords de Windsor          |

Les Bright's Goodyears de Détroit remportent la série 2 victoires à 0.
La deuxième demi-finale met aux prises les Spitfires de Windsor qui ont terminé troisième en saison régulière et les Metal Mouldings de Détroit, club ayant terminé quatrième.
| Date    | Équipe à domicile          | Score | Équipe visiteuse           |
| ------- | -------------------------- | ----- | -------------------------- |
| 14 mars | Spitfires de Windsor       | 4-5   | Metal Mouldings de Détroit |
| 17 mars | Metal Mouldings de Détroit | 5-6   | Spitfires de Windsor       |
| 21 mars | Spitfires de Windsor       | 9-3   | Metal Mouldings de Détroit |

Les Spitfires de Windsor remportent la série 2 victoires à 1.

### Finale
La finale se dispute entre les deux équipes victorieuses des demi-finales. Pour remporter cette série, les équipes doivent gagner trois rencontres.
| Date    | Équipe à domicile             | Score | Équipe visiteuse              |
| ------- | ----------------------------- | ----- | ----------------------------- |
| 22 mars | Spitfires de Windsor          | 10-3  | Bright's Goodyears de Détroit |
| 24 mars | Bright's Goodyears de Détroit | 8-10  | Spitfires de Windsor          |
| 26 mars | Spitfires de Windsor          | 4-2   | Bright's Goodyears de Détroit |

Les Spitfires de Windsor remportent la série 3 victoires à 0.

### Effectifs de l'équipe Championne
- Entraineur :
- Joueurs : Harry Marchand, Gordon Haidy, Elvon Kavanagh, Earl Keyes, Paul Monforton, George Chin, Gord Astles, Mike Russ, Carl Evon, Clyde Long, Bill Boyce, Earl Brandy, Dick Hayward, Lou Paolotto et Louis Parent.

## Trophées remis
| Trophée               | Description                       | Vainqueur            |
| --------------------- | --------------------------------- | -------------------- |
| Coupe Turner          | Champion des séries éliminatoires | Spitfires de Windsor |
| Trophée J.-P.-McGuire | Champion de la saison régulière   | Staffords de Windsor |

| Trophée                     | Description       | Vainqueur                               |
| --------------------------- | ----------------- | --------------------------------------- |
| Trophée George-H.-Wilkinson | Meilleur pointeur | Harry Marchand des Spitfires de Windsor |
| Trophée James-Gatschene     | Meilleur joueur   | Herb Jones de l'Auto Club de Détroit    |